# Solidago hispida
Solidago hispida là một loài thực vật có hoa trong họ Cúc. Loài này được Muhl. ex Willd. miêu tả khoa học đầu tiên năm 1803.